# Болек (Алматинская область)
Болек (каз. Бөлек) — село в Енбекшиказахском районе Алматинской области Казахстана. Административный центр Болекского сельского округа. Код КАТО — 194041100.

## Население
В 1999 году население села составляло 2224 человека (1099 мужчин и 1125 женщин). По данным переписи 2009 года, в селе проживало 4355 человек (2139 мужчин и 2216 женщин). основную часть населения составляют казахи, но так же в селе большие русская, турецкая и немецкая диаспоры.

## Образование
В селе располагается государственная средняя школа им. М.Горького, обучения в которой происходит на русском и казахском языках. И частный детский сад.

## Экономика
Благодаря благоприятному климату, в регионе есть все условия для выращивания винограда. В связи с чем в селе в 1932 году был построен винзавод. На данный момент это — старейший винзавод Казахстана,  винзавод «Иссык». Винзаводу принадлежит 280 гектаров виноградников в окрестностях Болека, на которых растут такие сорта винограда, как Саперави, Пино-фран, Мускат, Рислинг и Ркацители. А в 2007 году из Италии были завезены и высажены на 40 гектарах земли новые сорта винограда — Мерло, Сира, Совиньон Блан.
Так же в поселке есть верблюжья фермам, столярный цех, типография и много маленьких розничных магазинов. Многие жители поселка имеют частные подсобные хозяйства, занимаются скотоводством и земледелием. 
Но при этом большая часть жителей ездит на работу в соседний Есик и Алматы.

## Инфраструктура
Более 90% дорог в поселке асфальтированы, а центральные улицы имеют освещение. Около 70% домов подключены к центральному водоснабжению и канализации. А в советские годы многоквартирные дома в селе имели центральное отопление. Центрального газоснабжения в поселке нет, в связи с чем жители поселка отапливаются в основном углем и дровами.
Общественный транспорт не развит, в соседний Есик можно добраться на такси, не официальным извозам занимаются многие жители села. 
В поселке имеется поликлиника и один автомобиль скорой помощи.  
В центре села расположен большой парк, на территории которого есть спортивные зоны, а так же сосновая и липовая рощи. 